# Патагонски Анди
Патагонските Анди (на испански: Andes Patagonicos) е планинска верига в най-южната част на Андите, разположена на териториите на Чили и Аржентина. Простира се на близо 1600 km, от 39° ю.ш. на север, където се свързва с Главните Кордилери до Магелановия проток на юг. Средната ѝ надморска височина е 2000 – 3000 m, а максималната е връх Сан Валентин (4058 m), издигащ се на около 46° ю.ш. Патагонските Анди са зона на активна сеизминост и вулканизъм, предимно в северните им части. Тук от север на юг се редуват действащите вулкани: Вилярика (2940 m), Ел Мочо (2430 m), Пуеуе (2240 m), Осорно (2660 m), Минчинмавида (2470 m), Корковадо (2300 m), Серо Конико (2270 m) и др. Климатът е умерен, много влажен (годишната сума на валежите е до 5000 m и повече) и прохладен. Тук са разположени (между 46° и 51° ю.ш.) и две големи ледникови полета (т.нар. Патагонски щитове) с обща площ около 20 000 km². Има и множество големи ледникови езера: Науел Уапи, Лянкиуе, Буенос Айрес, Пуейредон, Сан Мартин, Виедма, Лаго Архентино и др. Северните части на планината са заети от иглолистни вечнозелени гори, които по западните склонове са предимно от бук, а по източните, по-сухи – от смесени гори.